# Gemeinnützige Krankentransportgesellschaft

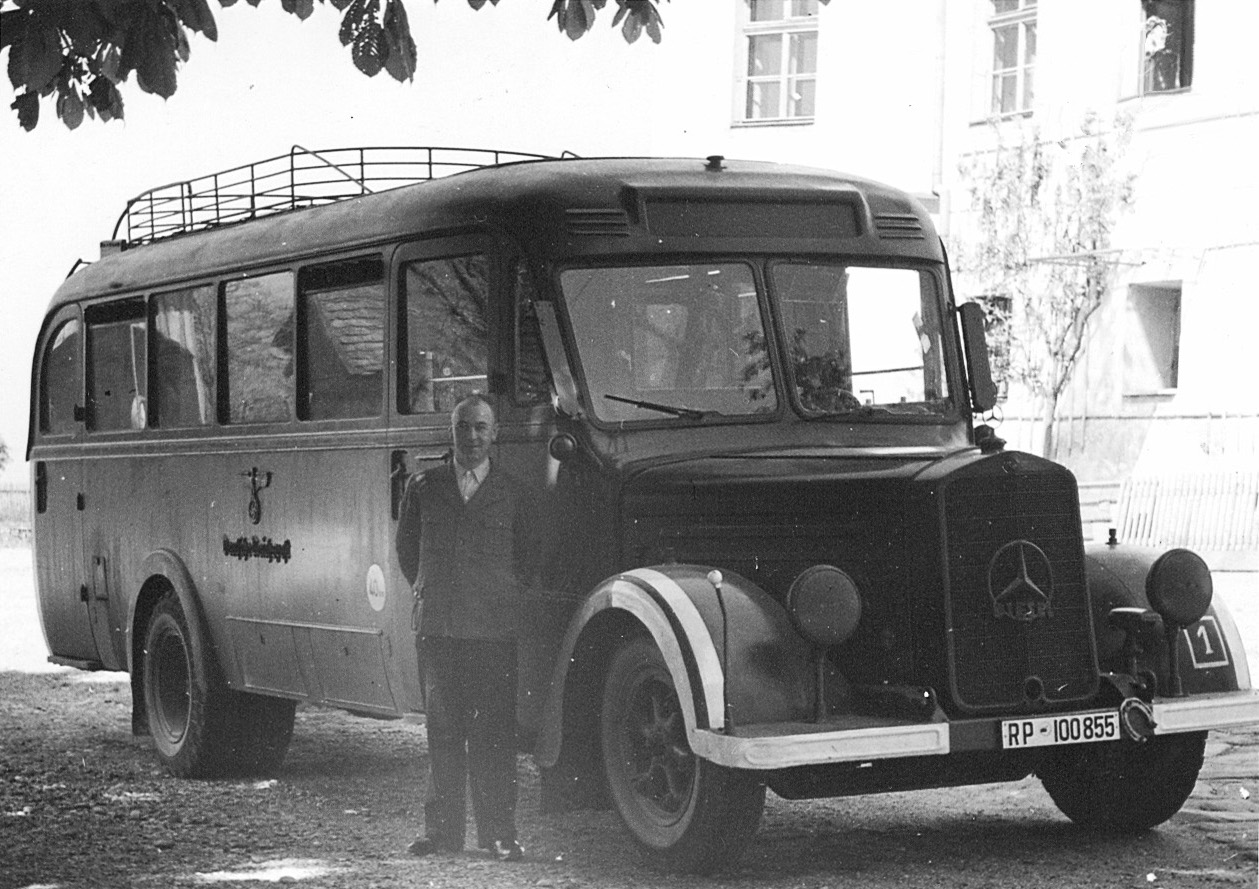
Einer der roten Omnibusse (etwa 1940) ursprünglich von der „Kraftpost“ (Deutsche Reichspost) benutzt.

Die Gemeinnützige Krankentransportgesellschaft m. b. H. (kurz: Gekrat bzw. GeKraT) war ein Tarnname für die Unterabteilung der Zentraldienststelle T4, welche im nationalsozialistischen Deutschen Reich für den Transport von kranken und behinderten Menschen verantwortlich war, die im Rahmen der Krankenmorde im Nationalsozialismus ermordet wurden (Aktion T4). Jede Verbindung zur Kanzlei des Führers sollte verschleiert werden.

## Personal und Aufgabenbereich
Amtsleiter der Transportabteilung war Reinhold Vorberg. Als sein Stellvertreter amtierte Gerhard(t) Siebert, der ab Sommer 1941 die Leitung der Gekrat (ab 1943 Hauptabteilung II d mit Amtssitz in Berlin) übernahm. Am 18. November 1939 wurde Vorberg zusammen mit Hermann Schwenninger als Geschäftsführer der Gekrat im Handelsregister des Amtsgerichts Berlin-Charlottenburg eingetragen. Vorberg hatte sein Hauptquartier in der NS-Tötungsanstalt Grafeneck, leitete mehrere Transportaktionen persönlich und inspizierte die Transportabteilungen in anderen Tötungsanstalten.
Zum Aufgabenbereich der Transportabteilung gehörten nicht nur die Verlegung von Patienten in die Zwischenanstalten und Tötungsanstalten. Sie führte außerdem den dafür erforderlichen Schriftwechsel mit den Angehörigen und den Anstalten und trieb anfangs auch die Kosten ein, bis 1940 der Geschäftsführer der Zentraldienststelle T4, Dietrich Allers, diese Aufgabe an sich zog.
Ab 1941 wurden im Rahmen der sogenannten Invaliden-Aktion auch kranke und arbeitsunfähige KZ-Häftlinge zu den Anstalten transportiert, um sie dort in den Gaskammern zu töten. So ist für den 28. Juli 1941 ein Transport mit 575 Häftlingen in Personenwaggons von Auschwitz nach Pirna bezeugt. Nach dem sogenannten „Stopp“ der „Erwachsenen-Euthanasie“ war die Gekrat weiterhin bei der Verlegung von Patienten aus Heil- und Pflegeanstalten tätig.
Vierzehn Personen, die als Fahrer bei der Aktion T4 beschäftigt wurden, waren später nachweislich in den Vernichtungslagern der Aktion Reinhard eingesetzt.

## Reichspost-Omnibusse als Transportfahrzeuge
Zu Vorbergs Grafenecker Fuhrpark gehörten neben drei roten Bussen der Reichspost zwei Personenwagen, die unter anderem zu Kurierfahrten benutzt wurden, sowie ein roter Postlieferwagen. Richard von Hegener, ansonsten für Materialbeschaffung zuständig, besorgte für die Gekrat weitere Busse von der Reichspost: Für die Reichspost erschien die „Sonderstaffel von Hegener“ als Vertragspartner, nicht aber die Gekrat selbst.
Die zum Krankentransport benutzten Reichspost-Busse waren, ebenso wie die regulären Omnibusse, rot lackiert und trugen die Nummernschilder der Reichspost (RP). Von Hegener sagte aus, „erst etwa nach der Hälfte der Aktion“ seien die Busse – ebenso wie die Reichspostbusse – mit einem grauen Luftschutz-Tarnanstrich versehen worden. Es sei ja auch nicht in ihrem Sinne gewesen, die eigenen Omnibusse für ihre Wahrnehmung in der Öffentlichkeit besonders kenntlich zu machen. Um den Einblick von außen zu verhindern, wurden die Fenster mit Vorhängen verhüllt oder mit Farbe bestrichen. 
In einer Schilderung eines Transports nach Grafeneck wird dargestellt, dass der Transportführer in einem PKW vor der aus drei Bussen bestehenden Kolonne fuhr. Jedem Bus waren zwei Pflegekräfte beigegeben. Gewalttätige Kranke konnten am Sitz festgeschnallt werden. Pfleger hatten überdies Handschellen dabei.

## Geheimhaltung
In Hadamar konnten Anwohner von einer Anhöhe das Aussteigen der Businsassen beobachten. Um Außenstehenden den Blick zu verwehren, wurde alsbald ein gedeckter Gang am Seitenflügel gebaut. Andernorts wurde gerügt, dass „das Wegschaffen der Leute“ in der denkbar auffälligsten Weise mitten auf dem Marktplatz erfolgt sei und die Selektierten einzeln und unter Gewaltanwendung in die Busse verbracht wurden.
Der Bischof von Limburg, Antonius Hilfrich, erwähnt in seinem an den Reichsminister der Justiz gerichteten Protestschreiben vom 13. August 1941:

„Öfter in der Woche kommen Autobusse mit einer größeren Anzahl solcher Opfer in Hadamar an. Schulkinder der Umgebung kennen diese Wagen und reden: „Da kommt wieder die Mordkiste.“ Nach der Ankunft solcher Wagen beobachten dann die Hadamarer Bürger den aus dem Schlot aufsteigenden Rauch...“

Staatsanwälte, die Fragen zum Verbleib von Personen stellten, die von der Justiz in Heil- und Pflegeanstalten eingewiesen worden waren, wurden an die Gekrat verwiesen. Wer mit der Gekrat telefonisch Kontakt aufnehmen wollte, musste feststellen, dass es eine derartige Gesellschaft in Berlin nicht gab. Schriftliche Anfragen an die Postfachadresse wurden ohne Zwischenbescheid weitergeleitet und von einer der Tötungsanstalten beantwortet.